# وفيات 1998
تقدم هذه.
قائمة الأشخاص.
أشهر السنة :قالب:Chronologie décès par mois

## تاريخ
| اسم            | أنشطة                              | عمر      | مصدر |
| -------------- | ---------------------------------- | -------- | ---- |
| سيد قاسم رشتيا | كاتب ومؤرخ وسياسي ودبلوماسي أفغاني | 84 أو 85 |      |

قالب:Palette